# TIMES SQUARE (アルバム)
『TIMES SQUARE』（タイムズ・スクエア）は、KEYTALKの通算1枚目のミニアルバム。2010年7月7日にGrooovie Drunker Recordsから発売された。

## 概要
KEYTALK初のアルバム作品であり、デビューシングル「KTEP」同様にTGMXによるプロデュース作品である。タイトルの「TIMES SQUARE」は、アメリカ合衆国のタイムズスクエアによりつけられている。収録曲の「amy」「blue moon light」「Sunday Morning」「a leaf」は全編英語詞となっており、「トラベリング」はミュージック・ビデオが制作された。
2017年7月20日から9月10日にかけて行われた「夏フェスティバル♪KEYTOBU」と題した東武鉄道とのコラボレーションにより、東武東上本線森林公園駅の上りホーム3番線で収録曲「トラベリング」、柳瀬川駅の上りホーム2番線で収録曲「blue moon light」がそれぞれ発車メロディとして使われた。

## 収録曲
| #         | タイトル            | 作詞      | 作曲               | 時間  |
| --------- | ------------------- | --------- | ------------------ | ----- |
| 1.        | 「夕映えの街、今」  | 寺中友将  | 小野武正           | 3:17  |
| 2.        | 「amy」             | 首藤義勝  | 首藤義勝           | 2:26  |
| 3.        | 「トラベリング」    | 首藤義勝  | 首藤義勝           | 2:59  |
| 4.        | 「blue moon light」 | 小野武正  | 小野武正           | 3:33  |
| 5.        | 「消えていくよ」    | 寺中友将  | 首藤義勝・小野武正 | 3:09  |
| 6.        | 「Sunday Morning」  | 首藤義勝  | 寺中友将・小野武正 | 2:51  |
| 7.        | 「その一歩」        | 寺中友将  | 小野武正           | 3:37  |
| 8.        | 「a leaf」          | 首藤義勝  | 小野武正           | 3:20  |
| 9.        | 「night focus」     | 首藤義勝  | 首藤義勝           | 3:19  |
| 合計時間: | 合計時間:           | 合計時間: | 合計時間:          | 28:31 |